# 近鉄車両エンジニアリング
近鉄車両エンジニアリング株式会社（きんてつしゃりょうエンジニアリング）は、大阪府大阪市天王寺区に本社事務所を置く、近鉄グループの企業である。

## 概要
1957年（昭和32年）6月、近畿日本鉄道株式会社上本町営業局施設部 名張・西大寺両鍛工場を母体として別会社に分離され、近畿日本工機株式会社として設立される。その後、車両の改造・修理、軌道敷設および保守関係、レールのガス圧接業務、自動車の整備、ビルメンテナンスなどへ業務を広げた。
その後、ビルメンテナンス部門を近畿ビルサービス株式会社（現・近鉄ビルサービス株式会社）に、軌道部門を近畿日本軌道工機株式会社（現・近鉄軌道エンジニアリング株式会社）に営業譲渡して分離。
2001年（平成13年）10月、商号を近鉄車両エンジニアリング株式会社に変更した。2006年（平成18年）7月、鉄道関連の設備機械の開発と販売を開始した。

### 事業内容
公式サイトを参照。

### 開発商品
公式サイトを参照。

### 販売品
公式サイトを参照。